# Helmut Fleischer (Schiedsrichter)

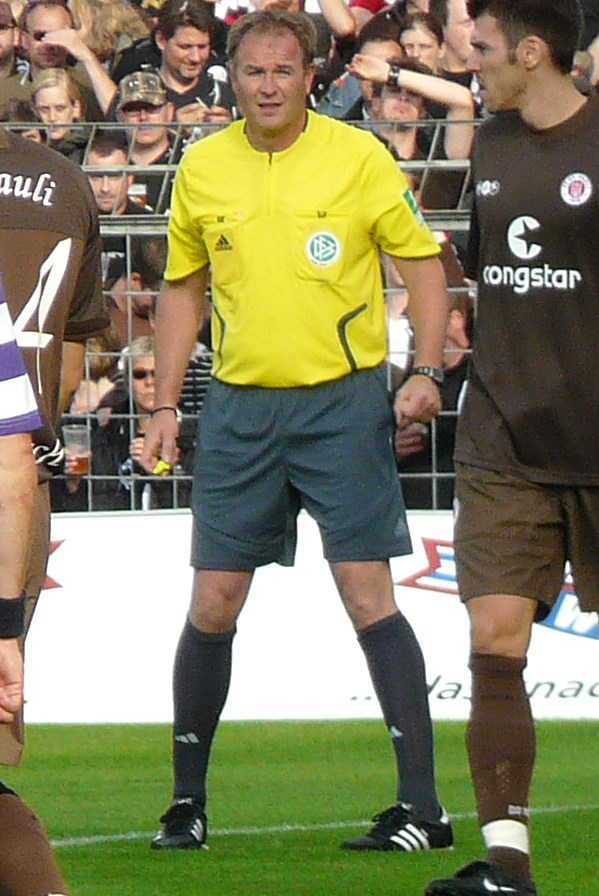
Helmut Fleischer (2009)

Helmut Fleischer (* 22. März 1964) ist ein ehemaliger deutscher Fußballschiedsrichter.

## Leben
Fleischer lebt in Dresden. Er ist promovierter Arzt und arbeitet für die Bundeswehr als Orthopäde im Dienstgrad eines Oberstarztes.

## Fußball
Fleischer war seit 1990 DFB-Schiedsrichter für den SV Hallstadt. Seit 1991 leitete er Spiele der 2. Fußball-Bundesliga, seit 1995 auch Spiele der Bundesliga. Fleischer war von 2000 bis 2006 FIFA-Schiedsrichter und nahm als Schiedsrichter an der U-18-Fußball-Europameisterschaft 2001 in Finnland und an der U-16-Fußball-Europameisterschaft 2000 in Israel teil.
Am 30. Mai 2009 pfiff er das Finale des DFB-Pokals zwischen Bayer 04 Leverkusen und Werder Bremen. Am 3. April 2010 pfiff er mit der Begegnung VfB Stuttgart gegen Borussia Mönchengladbach sein letztes Bundesligaspiel. Im April 2010 nahm er in den USA eine Stelle als Arzt an und steht seitdem nicht mehr als Schiedsrichter zur Verfügung.